# Delesseriaceae
Delesseriaceae es una familia de algas rojas (Rhodophyta) del orden de las Ceramiales.